# Zákon o státní službě
Zákon o státní službě je zkrácený název zákona č. 234/2014 Sb., o státní službě. Upravuje organizaci státní služby, právní poměry státních zaměstnanců vykonávajících státní správu ve správních úřadech, jejich služební vztahy, odměňování a řízení ve věcech služebního poměru. Má sloužit k odpolitizování státní správy a její profesionalizaci.
Původně mělo jít jen o novelu služebního zákona, který byl přijat již v roce 2002, ale jehož účinnost byla neustále odsouvána. Nakonec však byl přijat jako zcela nový zákon a služební zákon jím byl k 6. listopadu 2014 zrušen.

## Základní struktura zákona
Zákon se dělí na 13 částí, na něž navazují dvě přílohy:
- Část 1. Všeobecná ustanovení (§ 1–19)
- Část 2. Služební poměr (§ 20–76)
- Část 3. Povinnosti a práva státních zaměstnanců, příkazy k výkonu služby a ocenění za příkladný výkon služby (§ 77–86)
- Část 4. Kárná odpovědnost (§ 87–97)
- Část 5. Podmínky výkonu služby (§ 98–121)
- Část 6. Náhrada škody, služební úraz a nemoc z povolání (§ 122–125)
- Část 7. Sociální zajištění státních zaměstnanců (§ 126–128)
- Část 8. Informování státních zaměstnanců a projednání věcí služby, odborové organizace, rada státních zaměstnanců a zástupce státních zaměstnanců pro bezpečnost a ochranu zdraví (§ 129–143)
- Část 9. Odměňování státních zaměstnanců (§ 144–152)
- Část 10. Společná ustanovení (§ 153–183)
- Část 11. Přechodná a závěrečná ustanovení (§ 184–205)
- Část 12. Zrušovací ustanovení (§ 206)
- Část 13. Účinnost (§ 207)
- Příloha 1. Charakteristika platových tříd státních zaměstnanců
- Příloha 2. Rozpětí příplatků za vedení